# Atari XL

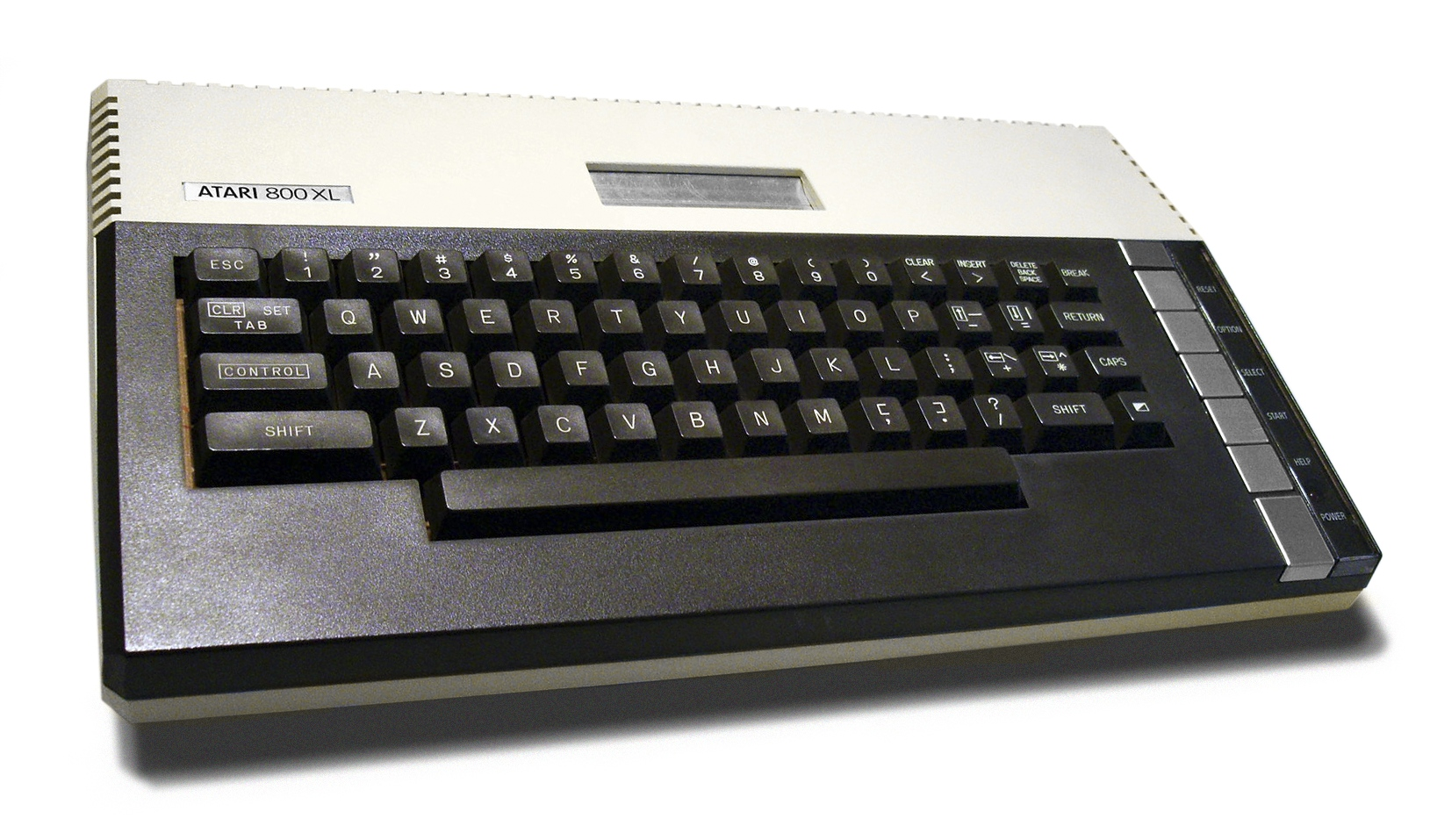
Atari 800XL

De Atari XL is een 8-bit homecomputer geproduceerd door Atari. De Atari XL werd geïntroduceerd in 1982/1983 en bestond uit twee versies, namelijk de 600XL en de 800XL.

## Introductie
De Atari 600XL en de Atari 800XL waren identiek qua mogelijkheden. Het verschil tussen deze machines was dat de Atari 600XL was uitgerust met 16kb ram, wat echter uit te breiden was naar 64kb ram en de Atari 800XL was reeds uitgerust met 64kb ram.
Doordat de 800XL uitgerust was met 64kb ram werd deze ook sneller gezien als de grote concurrent, met name voor de Commodore 64. De Atari XL-homecomputers behoorden tot de beter verkochte homecomputers van de jaren 80, hoewel de XL het aantal verkochte machines van de Commodore 64 niet heeft weten te behalen.

## Grafische eigenschappen
De Atari XL had uitgebreide grafische eigenschappen dankzij de voor die tijd geavanceerde custom chips in de machine. Opvallend was het grote kleurenaanbod van 256 verschillende kleuren, wat voor die tijd erg veel was. Door hobbyisten/coders uit de Atari XL-Demoscene werd het kleurenbereik nog verder opgevoerd.
Ook kende de XL zogenaamde Players en Missiles, ook bekend van de Commodore 64 en andere homecomputers waar ze echter Sprites heten. Sprites maakte het maken van grafische spelletjes mogelijk. Tevens bood de XL-hardware ondersteuning voor het zogenaamde 'scrolling', wat vloeiende beweging van een grafische achtergrond mogelijk maakte.
In het begin werd van de geavanceerde grafische eigenschappen van de XL niet volledig gebruikgemaakt. Pas later werden de grafische mogelijkheden, zowel door hobbyisten als ook bedrijven, volledig benut.

## Geluidseigenschappen
De XL-machine bood ook een kwalitatief goed geluidssysteem, namelijk de POKEY chip. Met deze chip was men in staat diverse geluidsrichtingen op te gaan.
- Bij gebruik van de standaard vier kanalen om melodietjes mee te maken, was men beperkt tot 8-bits geluid, waarmee het aantal octaven beperkt werd.
- Door de kanalen te koppelen, was men in staat 16-bits geluid weer te geven.
- Een van de grote krachten van de XL machine was het digitaliseren van geluid en muziek. De XL was in staat een vrij heldere digitalisering van een geluidsbron weer te geven.

Ook bood de geluidschipset mogelijkheden voor het werken met zogenaamde samples, waardoor uitgebreide muziekcompilaties mogelijk waren.
Net als bij de grafische eigenschappen, werd in de beginperiode van de XL niet volledig gebruikgemaakt van de geluidsmogelijkheden van de XL. Pas later kwamen langzamerhand geluidspresentaties in zowel demo's als spelletjes beschikbaar die beter gebruik maakte van de beschikbare mogelijkheden.
Er waren veel spellen beschikbaar voor de Atari XL.

## Demoscene
De Atari XL had net als zijn grootste concurrent de Commodore 64 een demoscene. Binnen deze scene, maar tot op zekere hoogte ook bij eindgebruikers, was sprake van een jarenlange "strijd" tussen de Atarianen en de Commodore fans, over welke machine de beste was. Doorgaans jonge mensen, vooral uit Europa, presenteerden hun programmeercapaciteiten op de XL. Deze mensen bleken in staat de audiovisuele capaciteiten van de XL nagenoeg maximaal te benutten.
De omvang van de Atari XL demoscene was, in navolging van het kleinere aantal verkochte computers, kleiner dan die van de Commodore 64 demoscene.

## Randapparatuur
Wat betreft randapparatuur bood de XL-machine een doorgaans als zeer traag ervaren taperecorder. Daarentegen beschikte het platform wel over een snelle diskdrive voor opslag van gegevens en communicatie. Voor de diskdrive werden "hacks" gemaakt zodat de diskdrive substantieel sneller ging lopen.

## Overige informatie
Ook was het mogelijk om met een 80 karakter scherm te werken, terwijl de machine origineel niet meer dan 40 karakters bood per regel. Deze uitbreiding bleek ideaal voor tekstverwerking. Daar werd vervolgens ook software voor geschreven.
Later, toen de Atari ST werd geïntroduceerd, kwam ook de vervanger voor de XL-machine, de Atari XE. Dit was gewoon een XL-machine in een nieuw jasje. De XE is echter niet zoveel verkocht als de XL.

## Technische specificaties
- 6502 processor op 1.79 megahertz
- 256 kleuren (ook gelijkertijd zichtbaar)
- 4 geluidskanalen
- 320x192 beeldpunten, wat met wat programmeerwerk was uit te breiden.
- robuust en degelijk toetsenbord, de XE-machine die de XL verving had een slechter toetsenbord.
- snelle diskdrive communicatie, wat later zelfs nog verder werd opgevoerd. Men gebruikte dezelfde 5.25 inch diskettes die door bijvoorbeeld de Commodore 64 1541 diskdrive gebruikt werden.
- langzame taperecorder, wat bij een grote groep gebruikers leidde tot ergernissen.